# Jošiaki Ota
Jošiaki Ota (japonsky 太田 吉彰, * 11. června 1983) je bývalý japonský fotbalista.

## Klubová kariéra
Hrával za Júbilo Iwata a Vegalta Sendai.

## Reprezentační kariéra
S japonskou reprezentací se zúčastnil Mistrovství Asie ve fotbale 2007.